# Loona
Loona, vlastním jménem Marie-Jose Van Der Kolk (* 16. září 1974 Ijmuiden, Nizozemsko) je nizozemská zpěvačka, tanečnice a skladatelka. Její první hit byl Bailando v roce 1998, následovaly například písně Vamos a la playa nebo El Tiburon, ParaPaPaPaPa, Mamboleo, Latino Lover, Policia, Uh La La La, Hijo de la Luna, Viva el amor, Angel a Rhythm of the night. Její manžel je DJ Sammy, s nímž má dceru jménem Safira María (*2005). Loona se svým manželem nazpívala píseň Rise Again v roce 2004 v době kdy byla těhotná.